# 가까운 골짜기
《가까운 골짜기》는 KBS 2TV에서 1991년 7월 10일부터 1991년 8월 1일까지 매주 수,목 밤 21시 50분에 방영되었던 드라마인데 예술가와 그의 아내, 또 다른 예술가의 사랑을 통해 예술가의 진정한 삶이 무엇인지를 이야기한다.
한편, 이혜숙이 맡았던 한민화 역은 당초 조용원이 낙점되었으나 배역상의 문제로 고사했다.

## 제작진
- 극본 : 김혜정
- 연출 : 이민홍

## 등장 인물
- 정동환 : 홍희조 역
- 정애리 : 박윤희 역
- 이혜숙 : 한민화 역
- 천호진
- 하재영
- 김복희
- 김지영
- 장보규
- 양재성
- 한정국
- 정순례
- 김선우
- 이정후 : 민지 역